# Jurij Smirnov
Jurij Olexandrovič Smirnov (ukrajinsky Юрій Олександрович Смирнов, * 17. srpna 1947, Buj, Kostromská oblast, Rusko) je ukrajinský politik, bývalý ukrajinský ministr vnitra. Ministrem vnitra byl v letech 2001–2003 ve vládách Viktora Juščenka, Viktora Janukoviče a Anatolije Kinacha. Poté nějaký čas působil jako poradce prezidenta Kučmy.